# Rudolf von Apfaltern
Rudolf von Apfaltern (auch Rudolf Apfaltrer von Apfaltern, * 17. April 1818 in Iglau; † nach 1870 in Grünau, Krain) war ein Militär im Dienste des Kaisertums Österreich.

## Leben
Rudolf von Apfaltern entstammte der Freiherrenfamilie Apfaltern (Adelsgeschlecht). Nach einer militärischen Ausbildung an der Theresianischen Militärakademie wurde er am 8. September 1838 Fähnrich im Langenauer Infanterieregiment Nr. 49. Am 17. April 1841 stieg er zum Leutnant und am 1. Mai 1848 zum Oberleutnant auf. In diesem Jahr begleitete er Kaiser Ferdinand I. mit seinem Bataillon ins Hoflager nach Olmütz.
Während des Wiener Oktoberaufstands 1848 kämpfte er am 28. Oktober mit dem Bataillon im Augarten, wo er das Militärverdienstkreuz für die Einnahme einer Barrikade erhielt. Auch während der Ungarischen Revolution 1848/1849 zeichnete er sich beim Winterfeldzug in Ungarn 1849 aus, indem er bei der Blockade Komorns eine Mörserbatterie verteidigte. Am 13. Juni dieses Jahres bei Kaposvár wirkte er als Bataillonsadjutant und konnte verhindern, dass sein Bataillon gefangen genommen wurde. Bei der Schlacht bei Komorn am 2. Juli 1849 tat er sich hervor, indem er die verstreuten Bataillonsabteilungen führte.
Von Apfaltern wurde am 24. September 1849 zum Hauptmann zweiter Klasse ernannt und nahm im Folgejahr an einer Expedition nach Cattaro teil. Am 21. August 1853 wurde er zum Hauptmann erster Klasse befördert, bevor er am 1. Dezember 1855 in den Ruhestand trat. 1864 noch zum Major befördert, lebte er bis zu seinem Tod auf dem Familienbesitz in Grünhof in Krain.